# Nitzan Shirazi
Nitzan Shirazi (en hebreo: ניצן שירזי‎) (Tel Aviv, 21 de julio de 1971 - ibídem, 22 de julio de 2014) fue un futbolista que jugaba en la demarcación de centrocampista y entrenador de fútbol.

## Biografía
Debutó como futbolista con 17 años con el Bnei Yehuda Tel Aviv. También jugó para el Hapoel Kfar Shalem, Hapoel Kiryat Malakhi y para el Hapoel Kfar Saba, donde se retiró tras haber sufrido una lesión. Además llegó a jugar para la selección de fútbol sub-19 de Israel. Tras dejar su carrera como futbolista, el Maccabi Tel Aviv le fichó como entrenador del equipo juvenil por una temporada. Ya en 2005 se convirtió en entrenador del primer equipo del Bnei Yehuda Tel Aviv para las tres próximas temporadas, llegando a quedar en cuarta posición en su primer año en el club. En 2008 fichó por el Maccabi Petah-Tikvah, y en 2010 hizo lo propio por el Hapoel Haifa FC. En 2012 se hizo con el cargo de entrenador del Hapoel Tel Aviv FC, con el que ganó la Copa de Israel. Al finalizar la temporada dejó el cargo tras sufrir un tumor cerebral.
Finalmente dos años después, el 22 de julio de 2014 falleció en Tel Aviv debido al tumor que padecía a los 43 años de edad.

## Clubes

### Como futbolista
| Club                  | País   | Año       |
| --------------------- | ------ | --------- |
| Bnei Yehuda Tel Aviv  | Israel | 1988 - ¿? |
| Hapoel Kfar Shalem    | Israel | ¿? - ¿?   |
| Hapoel Kiryat Malakhi | Israel | ¿? - ¿?   |
| Hapoel Kfar Saba      | Israel | ¿? - ¿?   |

### Como entrenador
| Club                       | País   | Año         |
| -------------------------- | ------ | ----------- |
| Maccabi Tel Aviv (juvenil) | Israel | 2004 - 2005 |
| Bnei Yehuda Tel Aviv       | Israel | 2005 - 2008 |
| Maccabi Petah-Tikvah       | Israel | 2008 - 2009 |
| Hapoel Haifa FC            | Israel | 2010 - 2011 |
| Hapoel Tel Aviv FC         | Israel | 2012        |

## Palmarés

### Campeonatos nacionales
| Título         | Club               | País   | Año  |
| -------------- | ------------------ | ------ | ---- |
| Copa de Israel | Hapoel Tel Aviv FC | Israel | 2012 |